# 埃爾斯佩斯·漢森
埃爾斯佩思·漢森（英語：Elspeth Hanson，1986年5月12日—）是女子弦樂四重奏BOND的中提琴手。

## 個人介紹
漢森出生於倫敦，就讀於牛津郡泰晤士河畔阿賓頓Theale Green社群學校和圣海伦圣卡瑟琳高中。她12歲時開始學習小提琴，16歲時在英國國家青年管弦樂團贏得了第一小提琴的位置，她曾與該管弦樂團一起在英國巡迴演出，並在BBC舞會上現場演奏。
此前她曾與伦敦交响乐团、皇家利物浦愛樂樂團和布拉格市愛樂樂團錄製獨奏。
正於皇家音樂學院師從理查德·迪金（Richard Deakin）攻讀碩士學位。
她在南岸為樂施會援助組織演奏和唱歌。 2005年7月，她在伯明翰交響樂廳的全國青年音樂節上獨自表演了維瓦爾第的《四季》，並在格拉斯哥的凱爾特連線和千禧巨蛋的電臺現場表演了獨奏小提琴。 她是位於誇祖魯-納塔爾的南非基金會“GGA”上帝金地的志願者Wooden Spoon之大使。
在BBC的聖誕直播《利物浦誕生》中獨奏，並與Philip Sheppard一起工作。

## 2008至今

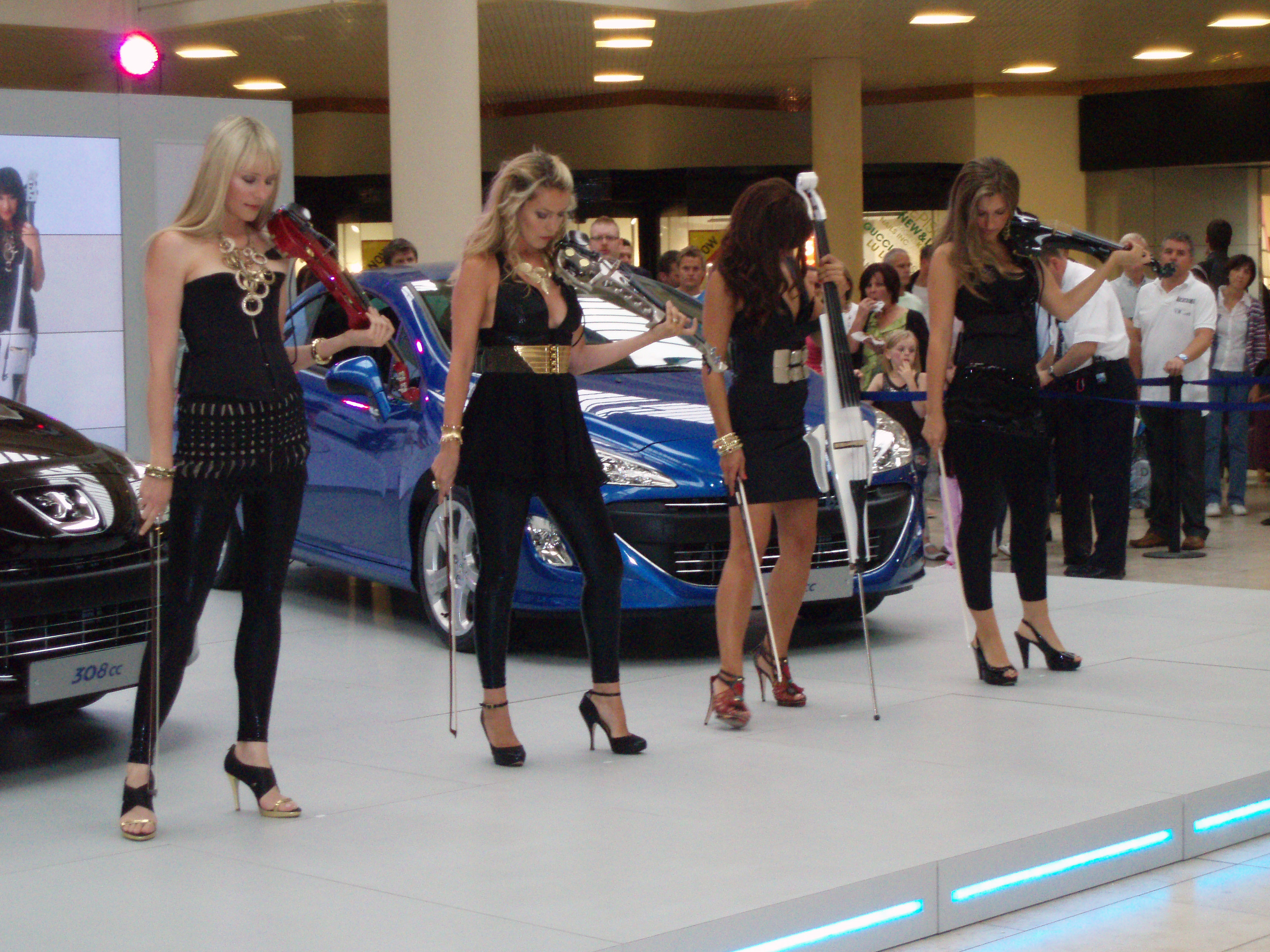

2008年，她取代了原成員海莉·埃克，因當時原成員她離開去生孩子了。在2012年夏季奥林匹克运动会交接期間，她曾與吉米·佩奇、利昂娜·刘易斯和大卫·贝克汉姆一起出席了2008年夏季奧林匹克運動會閉幕式。大約在那個時候，她還參加了2008年夏季残疾人奥林匹克运动会。
在2009年，標緻汽車委託BOND錄音安东尼奥·维瓦尔第的四季 (維瓦爾第)做标致308廣告。這些是她與弦樂四重奏的首次亮相。

## 外部鏈接
- Bond官網 （页面存档备份，存于）
- Elspeth Hanson （页面存档备份，存于） on Myspace